# Jimmy Davis
James Roger William Davis (Bromsgrove, 6 de fevereiro de 1982 – Oxfordshire, 9 de agosto de 2003), mais conhecido por Jimmy Davis, foi um futebolista inglês que atuava como atacante.
Morreu em um acidente automobilístico em 2003, aos 21 anos de idade, dirigindo com nível de álcool duas vezes maior que o permitido. Em sua homenagem, o Manchester United aposentou a camisa 36, usada por ele nos "Red Devils".

## Carreira
Revelado pelo Manchester United em 1998, Davis não chegou a jogar partidas oficiais pelo clube, que o emprestou a três equipes: Royal Antwerp (2001, sete jogos), Swindon Town (2002, 13 partidas e dois gols) e Watford (2003, não jogou).

## Morte
Na madrugada de 9 de agosto de 2003, Davis sofreu um acidente com seu BMW na Motorway M40, quando o carro bateu de frente contra um caminhão. O atacante morreu na hora, enquanto que o motorista do caminhão sofreu ferimentos leves. No mesmo dia, o Watford cancelou uma partida contra o Coventry City, segundo o clube, "por circunstâncias trágicas fora do controle". O inquérito descobriu que Davis estava com nível de álcool duas vezes maior que o permitido, além dele dirigir seu carro em alta velocidade, fazendo com que ele perdesse o controle após dormir ao volante, caracterizando o incidente como "morte acidental".
No funeral, alguns atletas do Manchester United estiveram presentes. Pouco depois, Jimmy teve seu corpo cremado.